# Гори Мечин
Гори Мечин (рум. Munții Măcin) — гірський хребет у повіті Тулча, Румунія. Частина гірського масиву Північна Добруджа, що розташований між річкою Дунай на півночі та заході, річкою Тайца та Піком Ніколітель на сході та плато Касімча на півдні. Якщо дивитися з Дунаю, ці гори здаються лише невисокими пагорбами.
Гори Мечин є одними з найдавніших у Румунії, вони утворилися в другій половині палеозою, в карбоні та пермі, під час герцинського горотворення. Переважаючою породою є граніт. Ерозія (спричинена різницею температур) створила круті схили, схожі на руїни.
Вони поділяються на Culmea Măcinului (південна частина) і Culmea Pricopanului (північна частина). Найвища вершина — Цуцюіату (також називається Греці), висота якої становить 467 метрів. Інші важливі вершини — пагорб Пріопцеа (410 м) і Мунтеле луй Якоб (гора Якова — 341 м).

## Рослинність і орнітофауна
Окрім балканських і субсередземноморських лісів, гори Мечин також мають значну смугу степу, що робить їх чудовим місцем для птахів. Ця територія є місцем зупинки для різних видів перелітних птахів, особливо хижих, які прилітають сюди восени. У регіоні мешкають такі види птахів, як горлиця звичайна, ластівка даурська, кам'янки звичайна та попеляста, вівсянка садова та деякі інші. Гори Мечин також є місцем полювання степового канюка (Buteo rufinus), одного з найбільших канюків Європи. Він ділить гори з іншими хижими птахами, такими як змієїд блакитноногий, орлан-карлик, яструб коротконогий і балабан.